# Centar za obiteljske evidencije
U Centru za obiteljske evidencije mogu se dobiti infomacije o obiteljskoj povijesti Engleske i Walesa. U nadležnosti je Nacionalnih Arhiva i Glavnog prijavnog ureda. 
Nalazi se u 1 Myddelton Streetu, Clerkenwell, London, nedaleko od Londonskih Metropolitanskih Arhiva. Glavne informacije su civilne evidencije o rođenjima, vjenčanjima i smrtima (koje opskrbljuje GPU u prizemlju) i Viktorijanski popisi (koje opskrbljuje NA na prvom katu).
Informacije o rođenjima, vjenčanjima i smrtima nalaze se u veilikom debelim knjigama raspoređenim po datumima na velikim policama. Koristeći te indekse možete dobiti kopiju potvrde rođenja, vjenčanja i smrti. Ostali indeksi koji se ovdje čuvaju su konzularna rođenja van države, i posvajanja. 
Popisi od 1841. do 1891. dostupni su na mikrofilmu, a oni od 1901. na mikrofišu. Dostupna je i selekcija indeksa. U Uredu se nalaze i neke oporuke, bilješke o porezu za nasljedstvo i neki nekonfromistički registri.

## Vanjske poveznice
- Family Records Centre (FRC)  Arhivirana inačica izvorne stranice od 4. kolovoza 2007. (Wayback Machine)